# جون بير
جون بير (بالإسبانية: June Beer)‏ هي فنانة وكاتِبة وشاعرة نيكاراغوية، ولدت في 14 مايو 1935 في بلوفيلدز، نيكاراغوا في نيكاراغوا، وتوفي بنفس المكان في 14 مارس 1986 بسبب نوبة قلبية.